# Benetton B188
La Benetton B188 è una vettura di Formula 1 realizzata dalla Benetton Formula per la stagione 1988.

## Tecnica
Come previsto dalla road map per il ripristino dei motori aspirati approvata nel 1986, nel 1988 il regolamento della Formula 1 impose drastiche limitazioni alle prestazioni dei motori turbocompressi: la pressione di sovralimentazione consentita venne ridotta a 2,5 bar e la capacità dei serbatoi contingentata a 150 litri (contro i 180 della stagione precedente).
In virtù di ciò, la Benetton scelse di anticipare i tempi e montò sulla B188 il propulsore Ford Cosworth DFR 3.5 90º V8 aspirato, capace di erogare una potenza di 620 cv. Particolarità della vettura era la collocazione del cambio (manuale Benetton a sei marce), che venne montato tra il motore e la trasmissione per meglio ripartire il peso complessivo.
Onde compensare la non particolare potenza dell'unità motrice, il capo progettista Rory Byrne puntò fortemente sull'affinamento aerodinamico del corpo vettura: ne risultò una carrozzeria dalle forme più squadrate rispetto all'antesignana B187, con telaio costituito da pannelli di carbonio e sospensioni a doppi bracci oscillanti.

## Attività sportiva
Guidata da Thierry Boutsen e Alessandro Nannini, la Benetton (seppur lontana dalla McLaren, dominatrice incontrastata del campionato) risultò alla pari della Ferrari, riuscendo a ottenere un totale di sette podi e consentendo alla scuderia di migliorare ulteriormente il proprio piazzamento nel mondiale costruttori, arrivando a un terzo posto finale. 
L'impiego della B188 (lievemente modificata) proseguì ancora per le prime otto gare dell'annata 1989, nelle quali ottenne ancora un altro podio. Nelle sue ultime due apparizioni venne guidata da Emanuele Pirro (subentrato a Boutsen).

## Risultati F1
| Anno | Team             | Motore            | Gomme | Piloti  |     |   |     |   |     |     |     |     |    |     |    |   |     |   |   |     | Punti | Pos. |
| ---- | ---------------- | ----------------- | ----- | ------- | --- | - | --- | - | --- | --- | --- | --- | -- | --- | -- | - | --- | - | - | --- | ----- | ---- |
| 1988 | Benetton Formula | Ford Cosworth DFR | G     | Nannini | Rit | 6 | Rit | 7 | Rit | Rit | 6   | 3   | 18 | Rit | SQ | 9 | Rit | 3 | 5 | Rit | 39    | 3º   |
| 1988 | Benetton Formula | Ford Cosworth DFR | G     | Boutsen | 7   | 4 | 8   | 8 | 3   | 3   | Rit | Rit | 6  | 3   | SQ | 6 | 3   | 9 | 3 | 5   | 39    | 3º   |

| Legenda | 1º posto     | 2º posto | 3º posto    | A punti         | Senza punti/Non class.  | Grassetto – Pole position Corsivo – Giro più veloce |
| Legenda | Squalificato | Ritirato | Non partito | Non qualificato | Solo prove/Terzo pilota | Grassetto – Pole position Corsivo – Giro più veloce |